# Čertův stůl
Čertův stůl je skalní útvar nejasného původu nacházející se poblíž vrcholu hory Čertův mlýn (1207 m n. m.) v národní přírodní rezervaci Kněhyně - Čertův mlýn v pohoří Moravskoslezské Beskydy v katastrálním území obce Prostřední Bečva v okrese Vsetín v Moravskoslezském kraji. Jednoznačně patří mezi nejzajímavější a nejzáhadnější kamenné útvary v Moravskoslezském kraji.

## Další informace
Čertův stůl je kamenný útvar ve tvaru dolmenu. Kamenná deska o hmotnosti cca 6500 kg leží na dvou kamenných soklech. Celá sestava kamenů připomíná stůl, což je spojeno s otázkami zda jde o „dokonalý“ geologický výtvor vzniklý erozní činností přírody nebo byly kameny navršeny na sebe člověkem úmyslně. I přes nejasný původ, mohlo být místo používáno k pravěkým rituálům, podobně jako v jiných zemích. Podle akademika Jana Folprechta, který místo studoval, se jedná o megalitickou památkou – dolmen a podobné dolmeny lze nalézt po celé Evropě. Teorii podporuje hlavně, že v ose dolmenu se nachází vrchol Radhoště, kde se západ slunce nachází při rovnodennostech a také, že místo a jeho okolí jsou tradičně spojovány s pohanským kultem. Podle další tradice je místo spojováno s čertem, který zde měl stavět mlýn. V okolí se nacházejí četné skalní výchozy a pseudokrasové tvary a Čertův stůl se nachází u podélné geologicky vzniklé prohlubně (Čertův žlab). Z důvodu ochrany přírody není místo veřejně přístupné.

## Galerie

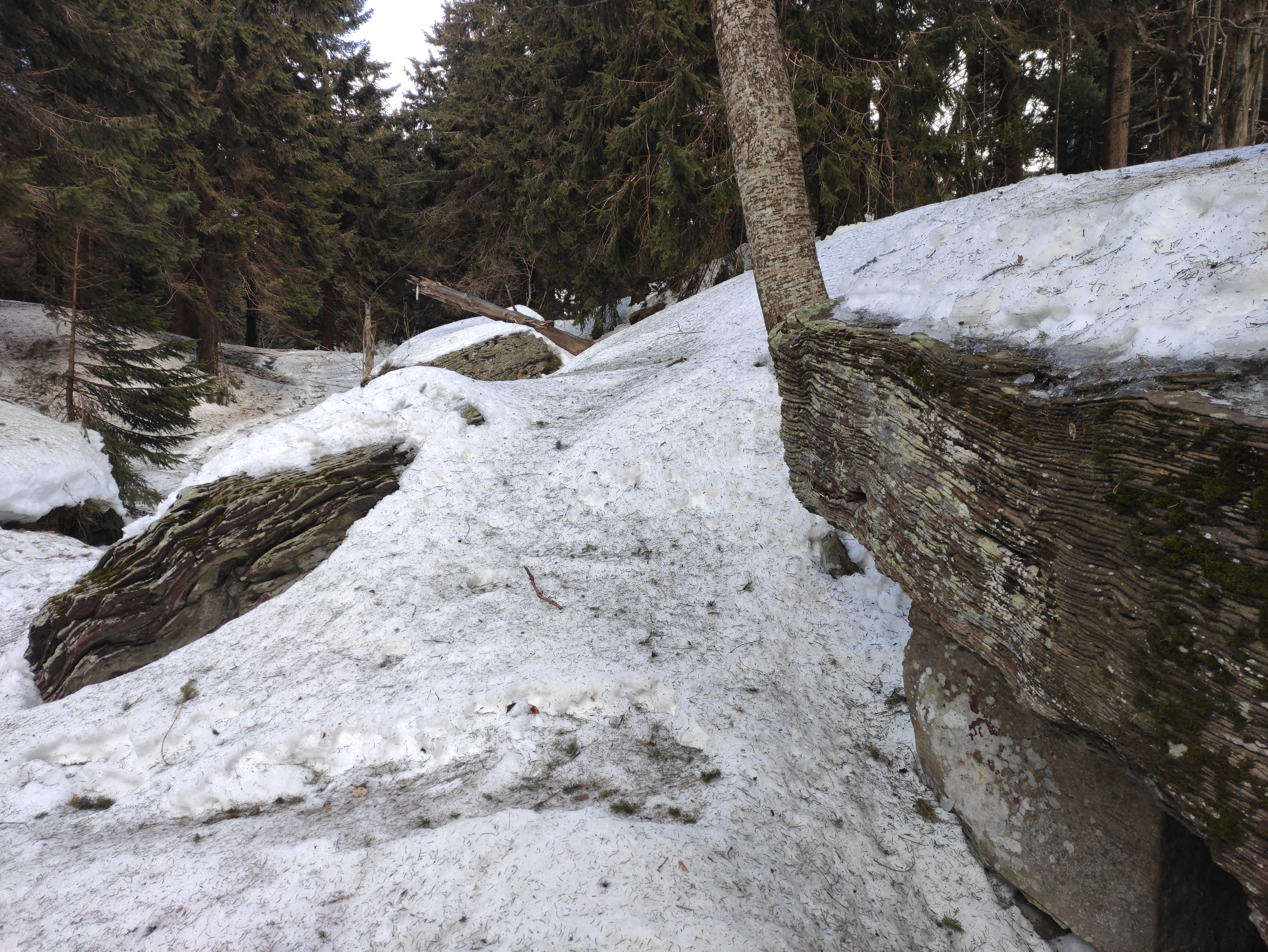
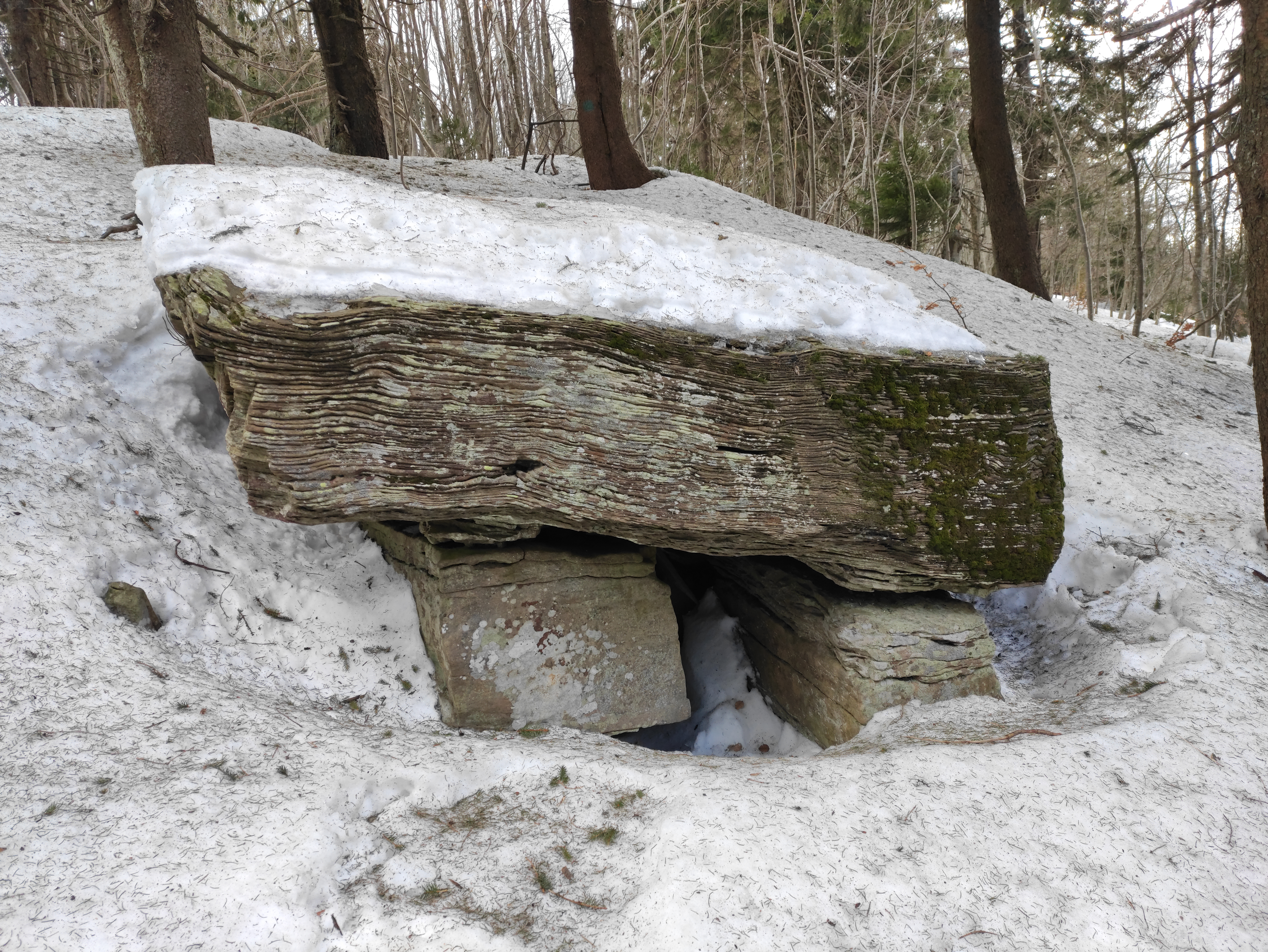
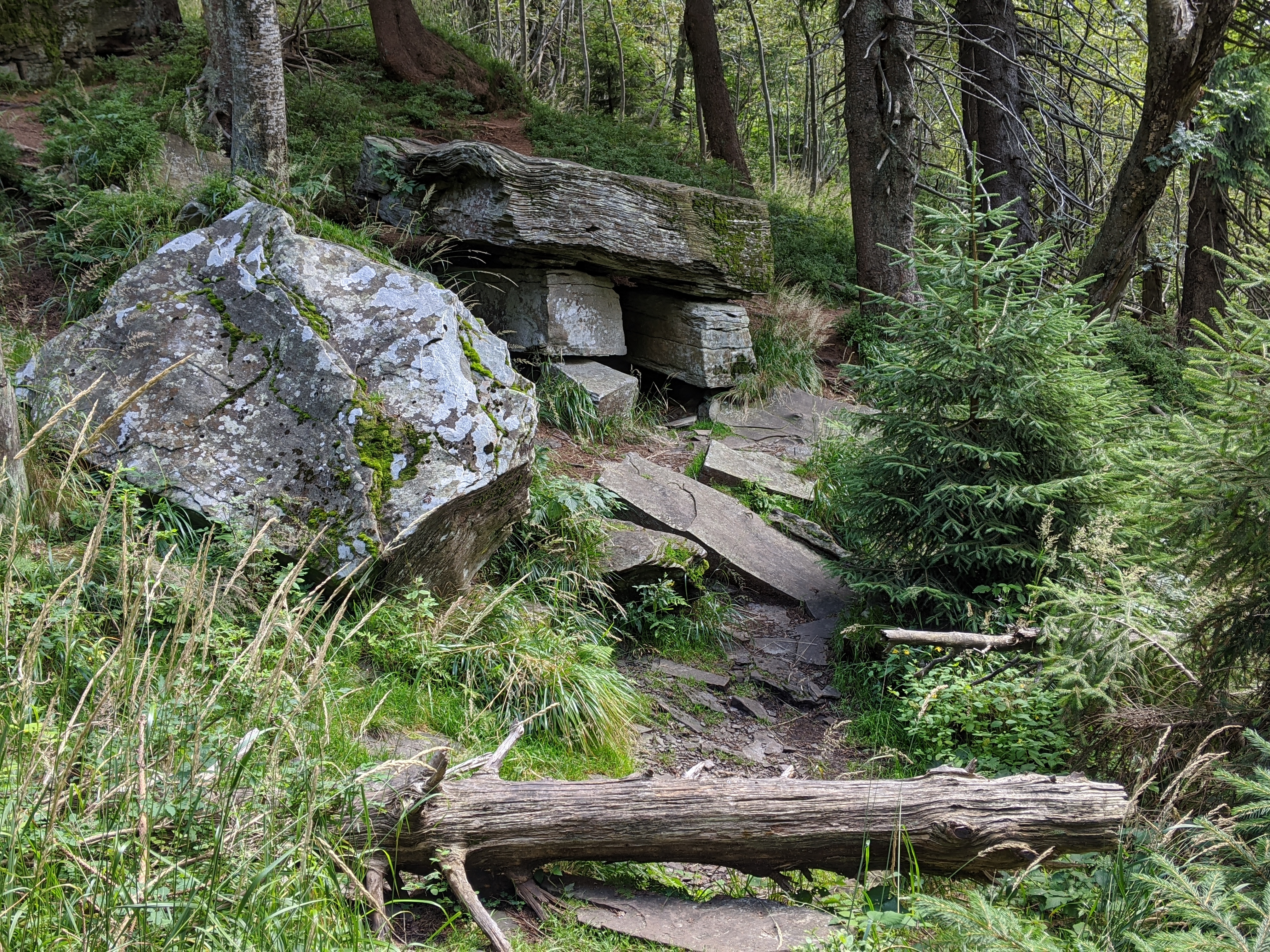
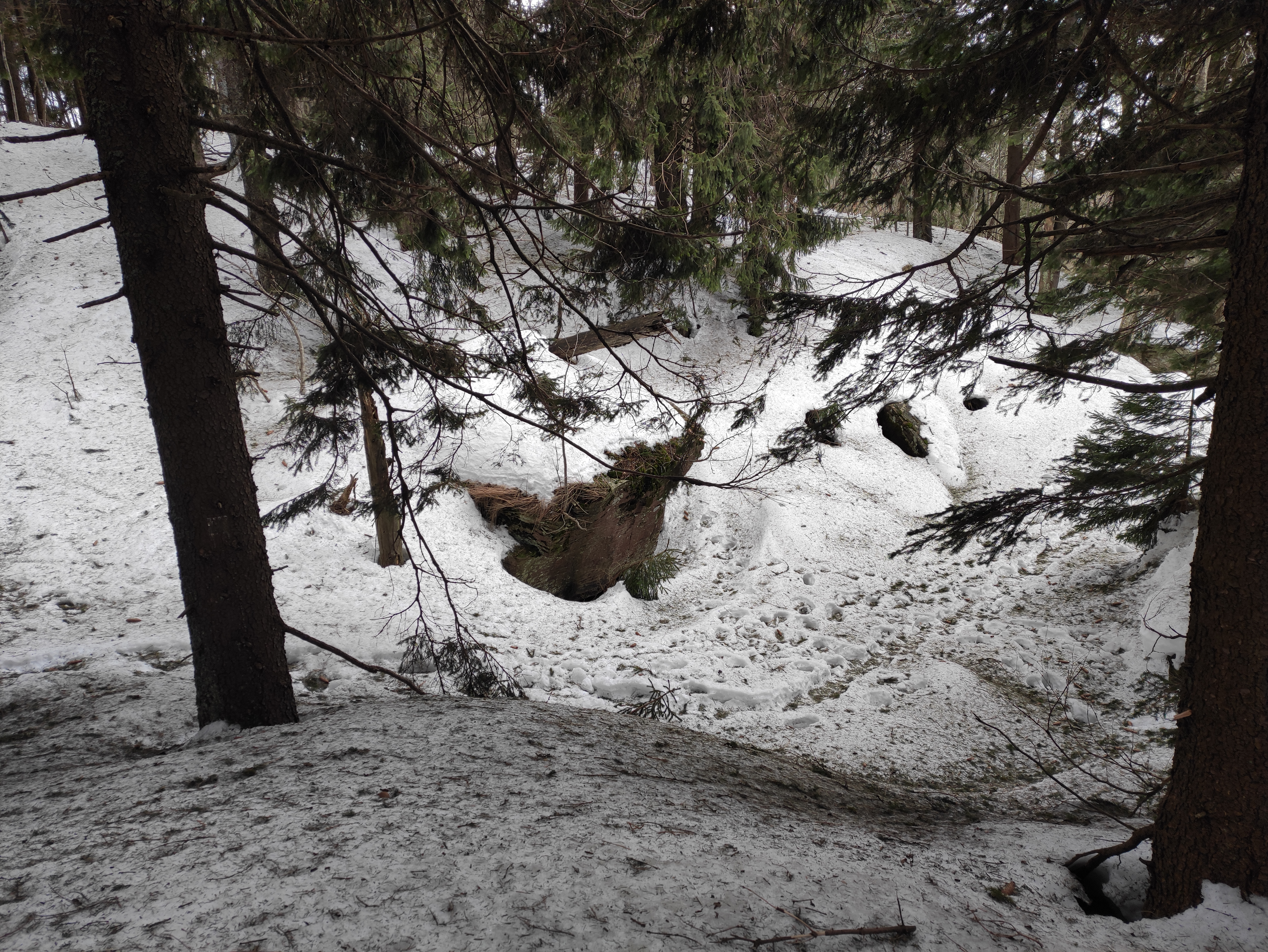